# Exideuil-sur-Vienne
 Exideuil-sur-Vienne  es una comuna y población de Francia, en la región de Poitou-Charentes, departamento de Charente, en el distrito de Confolens y cantón de Chabanais.
Está integrada en la Communauté de communes de Haute Charente .

## Historia
La comuna se denominó Exideuil hasta el 4 de noviembre de 2018.

## Demografía[2]
| 1 231 | 1 230 | 1 190 | 1 284 | 1 280 | abs. | 1 327 | 1 346 | 1 312 | 1 167 | 1 218 | 1 188 | 1 286 | 1 266 | 1 360 | 1 407 | 1 336 | 1 375 | 1 417 | 1 396 | 1 244 | 1 286 | 1 262 | 1 270 | 1 116 | 1 070 | 1 116 | 1 135 | 1 212 | 1 115 | 1 039 | 1 019 | 1049 | 1053 |
| Para los censos de 1962 a 1999 la población legal corresponde a la población sin duplicidades (Fuente: INSEE [Consultar]) |       |       |       |       |      |       |       |       |       |       |       |       |       |       |       |       |       |       |       |       |       |       |       |       |       |       |       |       |       |       |       |      |      |